# Ulica Maršala Tita (Sarajevo)
Ulica Maršala Tita (kolokvijalno: Titova) jedna je od glavnih ulica Sarajeva, koja se nalazi u općini Centar i povezuje ulicu Mula Mustafe Bašeskije i Ferhadiju na istoku i ulicu Zmaja od Bosne na zapadu. Kroz ovu ulicu prolazi glavna trasa sarajevskog tramvaja.
Ulica nosi ime po Josipu Brozu Titu, bivšem predsjedniku Socijalističke Federativne Republike Jugoslavije.

## Imena
U osmansko doba trasa današnje ulice Maršala Tita bila je podijeljena na nekoliko dijelova. Dionica od ulice Kralja Tvrtka do Koševskog potoka zvala se Gornja Hiseta (gornji dio), u narodu i Podmagribija, po džamiji i mahali Magribiji. Od Koševskog potoka do Velikog parka vodio je Gazilerski put, koji je ime dobio po dervišima i gazijama (herojima) Ajni-dedi i Šemsi-dedi, čije se turbe nalazilo na mjestu Higijenskog zavoda.
Između Velikog parka i Dalmatinske bio je Žabljak ili Hadži Idrisova mahala, dok se prostor oko Vječne vatre zvao Bare. Iz imena Žabljak i Bare vidi se kako je cijeli taj kraj bio močvaran, pošto je niz Dalmatinsku tekao potok Buka.
Iza austrougarske okupacije ulica od Koševskog potoka do Baščaršije nazvana je Ćemaluša. Austro-Ugarska je za realizaciju urbanističkog plana proširenja ulice Ćemaluša, angažirala najbolje arhitekte tog vremena. Josip Vancaš, Karl Paržik i brojni drugi arhitekti su tada projektovali najmodernije, elitne zgrade u Sarajevu, koje se i danas mogu vidjeti.
Nakon Sarajevskog atentata Ćemaluša je preimenovana u ulicu Franza Ferdinanda. Dio ulice koji vodi od Vječne vatre do Katedrale, zvao se po Frazovoj supruzi Sofiji, također ubijenoj tog 28. lipnja 1914., a onaj dio koji vodi do Baščaršije dobio je ime po generalu Oskaru Potioreku, bosanskom namjesniku, koji je tog dana bio u njihovoj pratnji, i ranjen je.
Siječnja 1919. osnovana je ulica od Marijin Dvora do Baščaršije, koja je nazvana po Aleksandru I. Karađorđeviću. Od 1941. do 1945. zvala se po ustaškom poglavniku Anti Paveliću. Nakon što je Sarajevo oslobođeno, u travnju 1945, opet će je preimenovati u Karađorđevu. No, već u studenom te godine, kada Josip Broz Tito dolazi u Sarajevo, gdje će – na terasi iznad Vječne vatre – održati znani govor, bit će preimenovana u ulicu Maršala Tita. Ratne 1993. podijeljena je na dva dijela. Od Marijin Dvora do Vječne vatre vodi Maršala Tita, dok se ostatak do Baščaršije zove Mula Mustafe Bašeskije. 
Poslije posljednjeg rata, 1995., bilo je inicijativa da je se preimenuje u ulicu Alije Izetbegovića. Sve su bile neuspješne, te se ulica i danas zove Titova, koja je danas popularno mjesto za organiziranje koncerata na otvorenom, obilježavanje različitih događaja i proslava. Dana 6. travnja 2012. godine, ova ulica je bila i mjesto postavke Sarajevske crvene linije, memorijalni događaj organiziran u suradnji grada Sarajeva i pozorišne skupine East West kojim je obilježeno 20 godina od početka opsade Sarajeva.

## Vanjske povezice
- Maršala Tita